# Kjeld Abell

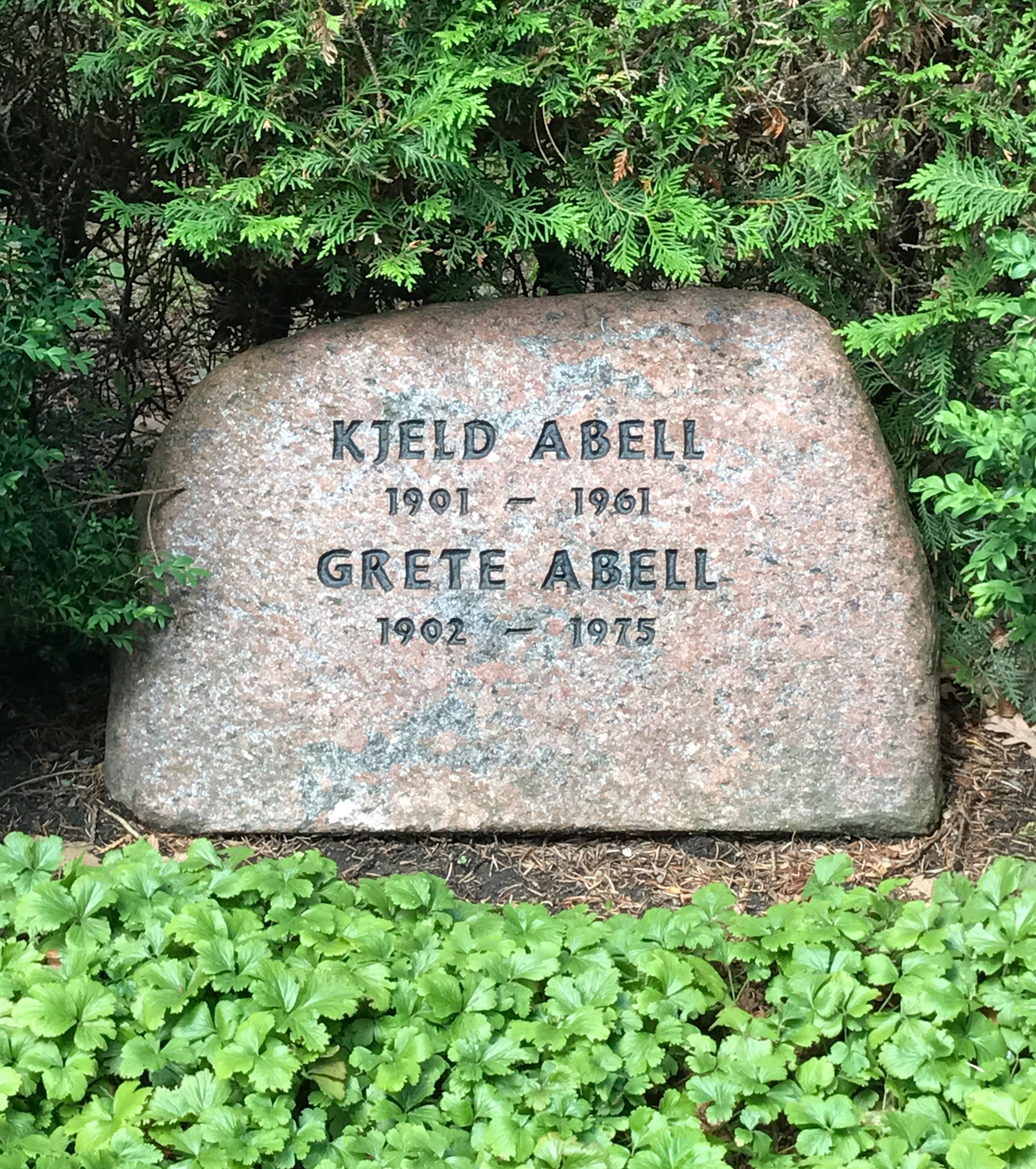
Nagrobek duńskiego pisarza Kjelda Abella.

Kjeld Abell (ur. 25 sierpnia 1901 w Ribe, zm. 5 marca 1961 w Kopenhadze), duński dramatopisarz modernistyczny, reżyser, dekorator teatralny i baletowy (Londyn, Paryż), autor scenariuszy filmowych, dyrektor Tivoli w latach 1940–1949. Wprowadził do techniki scenicznej innowacje z filmu i baletu, dzięki czemu zyskał miano odnowiciela duńskiej XX-wiecznej dramaturgii.
Dramatopisarstwo Abella podzielić można na trzy okresy:
1. krytyka drobnomieszczaństwa
2. walka z nazizmem
3. krytyka powojennego pesymizmu

Wybrane dzieła: Anna Zofia Hedvig 1939, Silkeborg 1946, Dage på en sky 1947, Den blå pekingeser 1954

## Twórczość
Dramaty:
- Melodien der blev væk, 1935
- Eva aftjener sin Barnepligt, 1936
- Anna Sophie Hedvig, 1939
- Judith, 1940
- Dyveke, 1940
- Dronning gaar igen, 1943
- Silkeborg, 1946
- Dage paa en sky, 1947
- Ejendommen Matr.Nr. 267, Østre Kvarter, 1948
- Miss Plinckby's kabale, 1949
- Vetsera blomstrer ikke for enhver, 1950
- Den blå pekingeser, 1954
- Andersen eller hans livs eventyr, 1955
- Kameliadamen, 1959
- Skriget, 1961

Inne:
- Paraplyernes oprør, książka dla dzieci, 1937
- Teaterstrejf i paaskevejr, eseje o teatrze, 1948
- Fodnoter i støvet, opis podróży, 1951
- De tre fra Minikoi, powieść, 1955
- Synskhedens gave, eseje, 1962